# Молокоедово (платформа)
Молокоедово — остановочный пункт, бывший разъезд на 400 километре Бологое-Полоцкой линии Октябрьской железной дороги в Невельском районе Псковской области. Представляет собой однопутный остановочный пункт без платформы и сохранившемся зданием станции.

## Движение
Грузовое движение по Бологое-Полоцкой линии через станцию практически отсутствует. Ранее через о.п. проходили пригородные поезда (рельсовые автобусы) Великие Луки — Алёща и обратно и Новосокольники — Алёща и обратно.
В настоящее время пригородное сообщение закрыто в связи с сокращением субсидий администрации Псковской области на убыточные пригородные пассажирские перевозки.